# Richard M. Cohen
Richard Merrill Cohen (* 14. Februar 1948 in Connecticut; † 24. Dezember 2024) war ein US-amerikanischer Journalist und Sachbuchautor. Als Filmproduzent war er viele Jahre bei CBS News und CNN tätig.

## Leben
Bei Cohen wurde im Alter von 25 Jahren Multiple Sklerose diagnostiziert.  Zudem wurde jeweils im Jahr 1999 und 2000 Darmkrebs festgestellt. 2004 schrieb er eine Autobiografie, in der er sich mit seinen Krankheiten und seiner Blindheit auseinandersetzt. Cohen war seit 1986 mit der US-amerikanischen Journalistin und Showmasterin Meredith Vieira verheiratet. Sie lebten in Westchester County und hatten drei Kinder.

## Karriere
Cohen arbeitete als Produzent bei CBS News and CNN, gelegentlich schrieb er Kolumnen zum Thema Gesundheit und Fitness für die New York Times. Für seine journalistischen Arbeiten wurde er mehrfach ausgezeichnet, darunter drei Mal mit dem Emmy.

## Veröffentlichungen
- Richard M. Cohen: Blindsided: Lifting a Life Above Illness: A Reluctant Memoir. HarperCollins, 2004, ISBN 0-06-001409-1 (archive.org).
- Richard M. Cohen: Strong At The Broken Places. Harper, 2008, ISBN 978-0-06-076311-4 (archive.org).
- Richard M. Cohen: I Want to Kill the Dog Blue Rider Press, 2012, ISBN 978-0-399-16203-9.